# Kutus
Kutus – miasto w środkowej Kenii, nad rzeką Thiba. Stolica hrabstwa Kirinyaga. Według Spisu Powszechnego z 2019 roku liczy 9143 mieszkańców.